# Chloridolum factiosum
Chloridolum factiosum là một loài bọ cánh cứng trong họ Cerambycidae.